# Barca de mesana

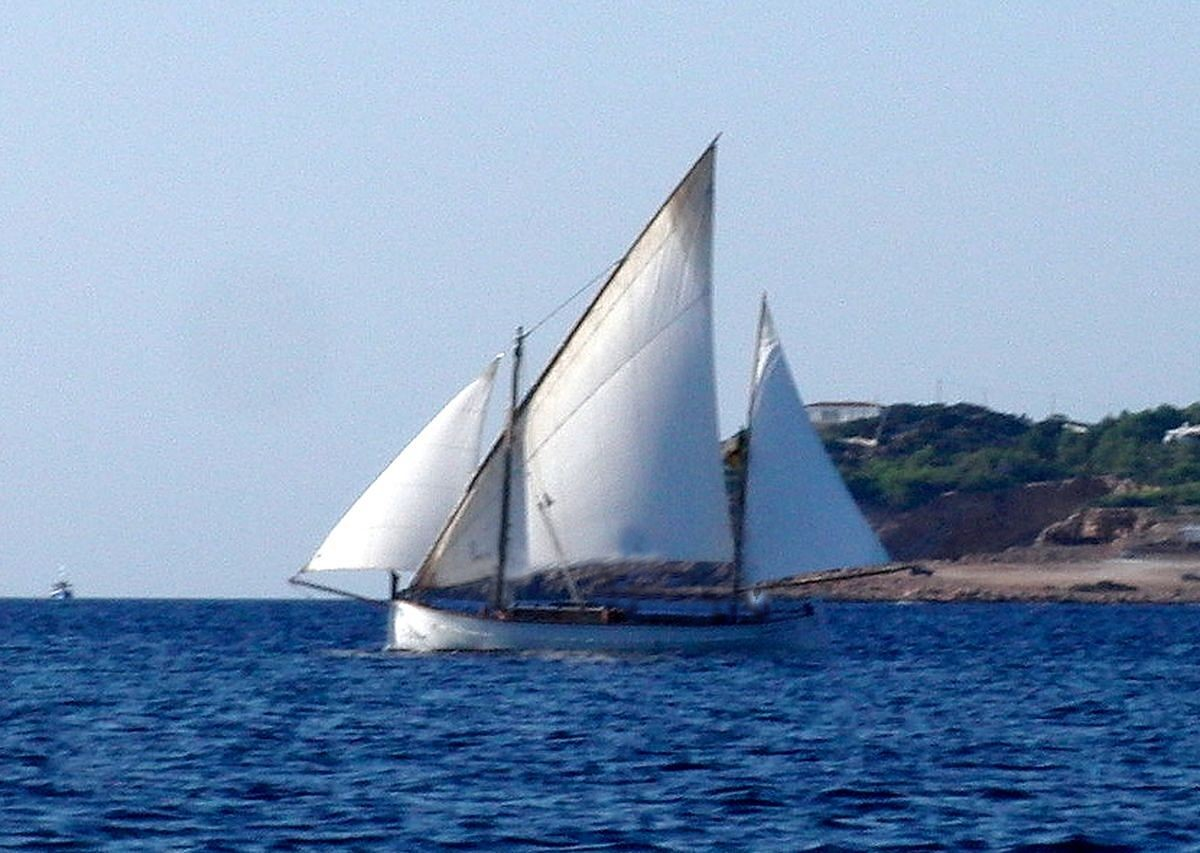
Barca de mesana

Una barca de mesana es una embarcación a vela mediterránea, aparejada con dos palos (palo mayor y palo de mesana), un botalón y tres velas (vela latina mayor, polacra y vela de mesana). Hay definiciones más detalladas.
La denominación “barca de mesana” es típicamente catalana. En las Islas Baleares se denominaba “llagut de mesana” o “llagut de tres velas”.
Las formas del casco siguen las líneas de un llagut de pesca a proa, con roda vertical, mientras que la popa es redonda y sobresale del timón.
Las barcas de mesana podían ser relativamente pequeñas (con un desplazamiento de unas 12 toneladas), de dimensiones un chico más grandes o incluso de desplazamientos considerables (de la orden de 120 toneladas o más). En el libro “Atlas del curso metódico” (lámina 3), complementario del “Curso metódico de arquitectura naval”  de Joan Monjo y Pons, hay los planos de un falucho de 42 toneladas de desplazamiento, con roda de popa vertical.

## Historia

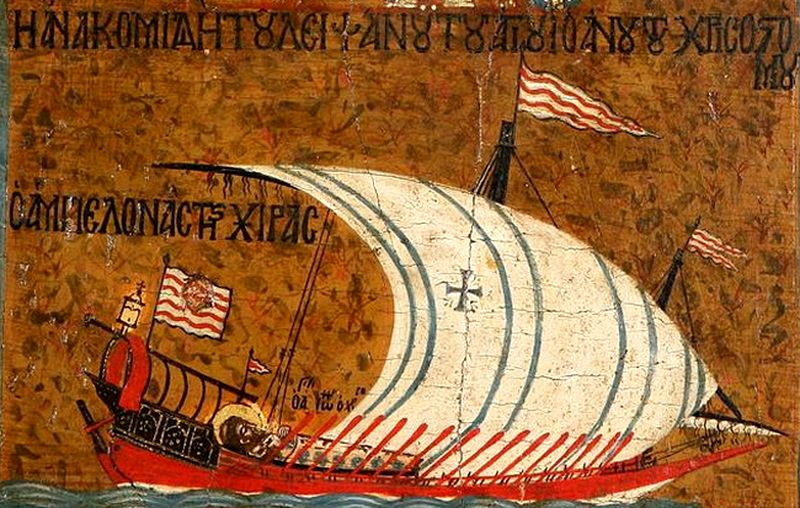
Galiota de estilo catalán en un fresco bizantino no identificado. Probablemente del.

La historia de las barcas de mesana puede considerarse paralela a la de las tartanas. Las tartanas serían la versión más pequeña de las galiotas, y leños (barcos que navegaban a remo y con vela latina). Las primeras tartanas tenían proa lanzada y cóncava. Y conservaban las líneas hacia popa de las galiotas. Solo hay que comparar unas cuantas imágenes de las embarcaciones indicadas.
Las barcas de mesana eran barcas que se fueron construyendo más grandes manteniendo las formas, con la roda de proa recta. Y toda la cubierta al mismo nivel. Comparando imágenes las barcas de mesana podrían considerarse herederas de los "ippoi" o "hippoi" fenicios. Con los siglos, la cabeza de caballo de las barcas fenicias se habría estilizado en la "cabeza de muerto" de las barcas catalanas (y derivadas). Un caso pareciendo seria lo del violín actual, en el que la voluta del claviller  se interpreta como la cabeza de caballo estilizado del instrumento mongol originario (Morin juur).

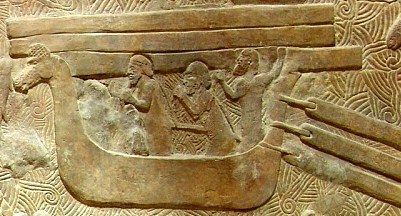
Barcas fenicias remolcando troncos; bajorrelieve de Khorsabad, final del, museo del Louvre.

## "Barca de mesana" vs. "Tartana"
Para comparar las barcas de mesana y las tartanas es mejor prescindir de las definiciones oficiales y analizar imágenes compatibles. Todas las barcas de mesana tienen palo y vela de mesana. También es cierto que, en general, la denominación "falucho" es equivalente a "barca de mesana". Pero hay documentación de faluchos sin palo ni vela de mesana. Lo mismo ocurre con las tartanas de vela. Hay muchos casos con vela de mesana y otros casos sin vela de mesana.
Una comparación coherente debería hacerse sobre barcas y tartanas de época similar. Las tres imágenes posteriores no son ideales para la comparación, que en forma de tabla simplificada y de comentarios ampliados se presenta a continuación:

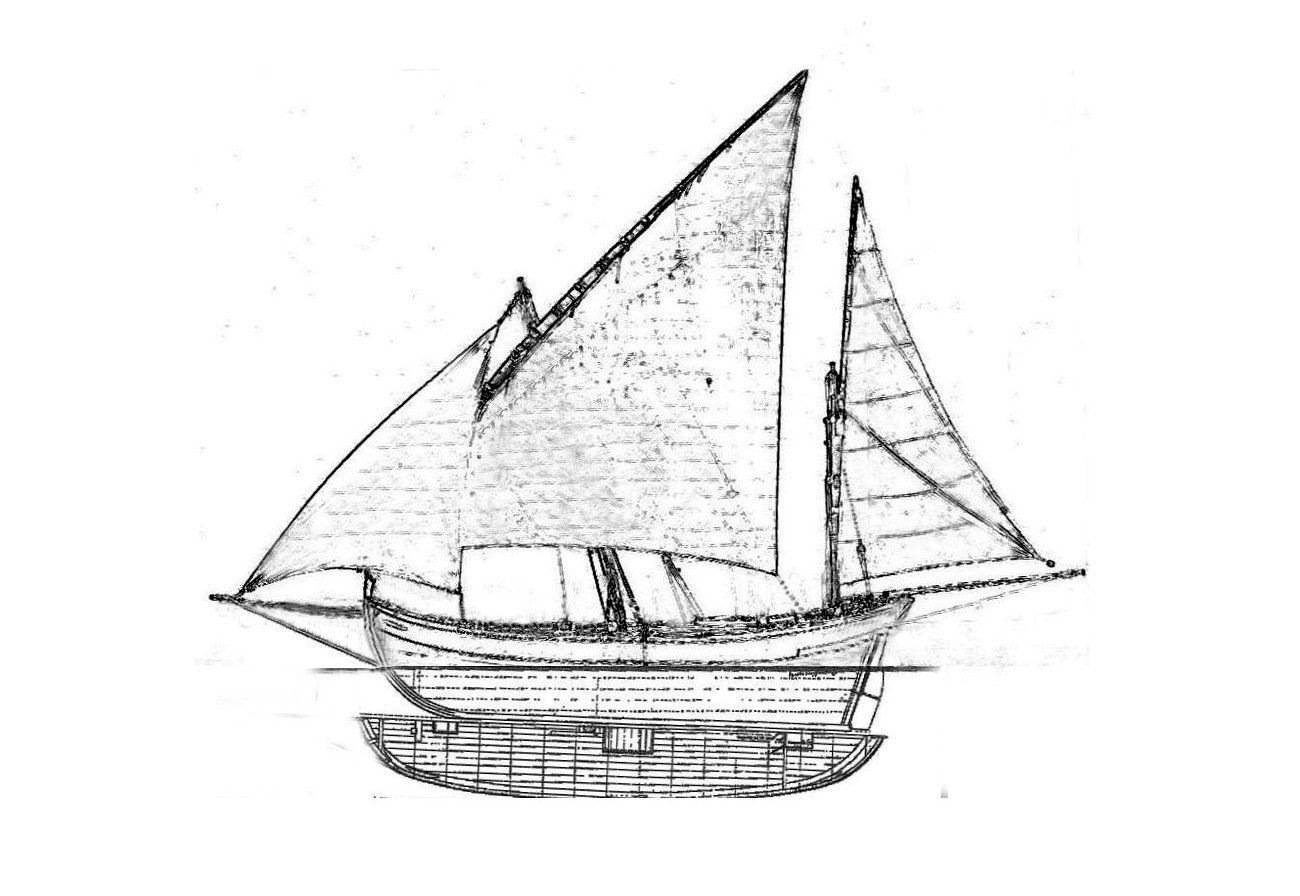
'Barca de mesana'
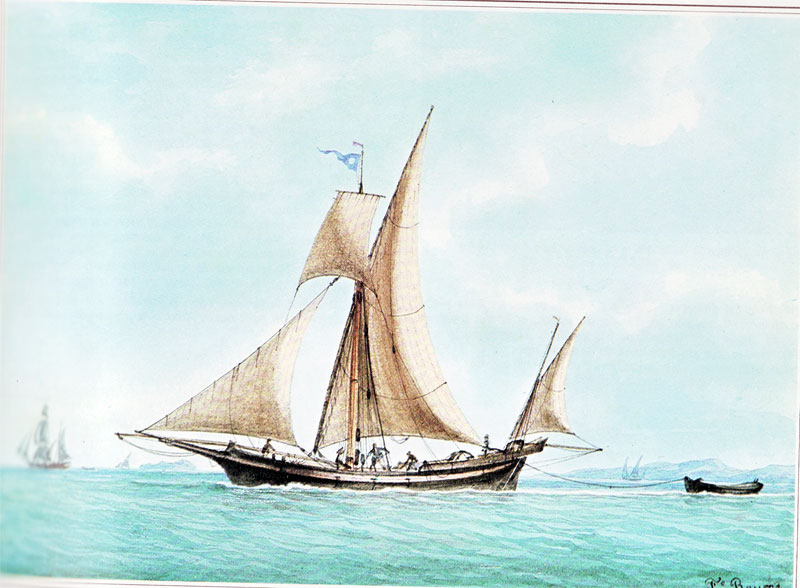
'Tartana con vela mayor, foque y mesana'
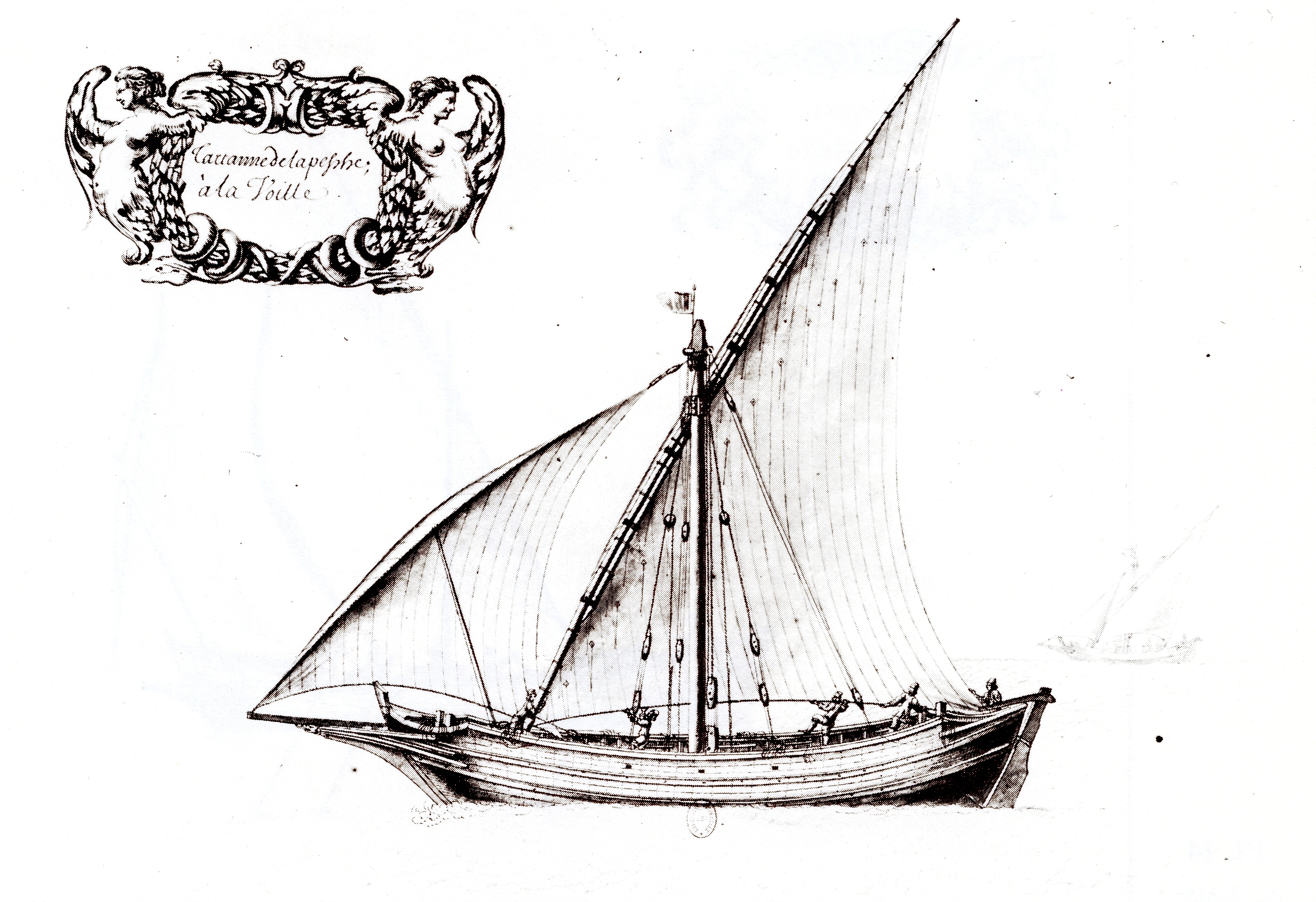
'Tartana con vela mayor y foque'

| Comparación     | Barca de mesana o falucho      | Tartana                    |
| --------------- | ------------------------------ | -------------------------- |
| Eslora          | Entre 11 y 20 m                | Entre 16 y 25 m            |
| Desplazamiento  | 10-50 toneladas                | 30-60 toneladas            |
| Palo mayor      | Hacia proa                     | Vertical                   |
| Palo de mesana  | Vertical                       | Vertical                   |
| Bauprés         | Botalón                        | Bauprés verdadero          |
| Botarel         | Botarel o cazaescota de mesana | Sistema similar            |
| Singularidad    | "Sobrequilla"                  | Espolón alto               |
| Proa            | Roda vertical                  | Roda lanzada y cóncava     |
| Cubierta        | Toda al mismo nivel            | Alta en la zona de popa    |
| Vela mayor      | Latina, de gran superficie     | Latina, de gran superficie |
| Velas de proa   | Un foque (la polacra)          | Un foque (a veces 2 o 3)   |
| Vela de mesana  | Latina, pequeña                | Latina, pequeña            |
| Forma del casco | Fino y redondeado              | De líneas más cuadradas    |

Desde el siglo XVII al siglo XIX una barca de mesana o falucho se parecía mucho a una tartana. Observadas de lejos por parte de un neófito eran muy fáciles de confundir. En cuanto al desplazamiento, las tartanas solían ser más grandes que los faluchos.
- Eslora: Tartana (entre 16 y 25 m) // Faluchos (entre 11 y 20 m).

- Desplazamiento: Tartana (entre 30 y 60 toneladas) // Faluchos (entre 10 y 50 toneladas).

(Las cifras solo son aproximadas. Las barcas de mesana más pequeñas lo eran más que las tartanas más pequeñas. En otros casos podía haber embarcaciones de las dos clases con desplazamientos similares).
- Palo mayor: Tartana (vertical y, a menudo con palo) // Falucho (inclinado hacia proa y de una pieza).

- Palo de mesana: Similar en ambos casos.

- Bauprés: Tartana (un bauprés verdadero, dispuesto simétricamente) // Falucho (botalón sobresaliendo desde el lado de la roda de proa).

- Roda: Tartana (lanzada y cóncava) // Barca de mesana (sensiblemente recta y vertical).

- Cubierta y popa: Las tartanas solían tener la cubierta más alta a popa // Las barcas de mesana tenían la popa al mismo nivel que el resto de cubierta.

- Vela mayor: Latina y muy similar en ambos casos.

- Foques: Tartana (1 foque, a veces 2 o 3) // Faluchos (1 foque único llamado polacra).

- Vela de mesana: Muy similar en ambos casos. Hay tartanas sin mesana.

- Forma del casco: Las tartanas solían tener una sección más rectangular y plena, mientras que las barcas solían ser más finas y redondeadas.